# Château de Béhéricourt
Le château de Béhéricourt  est bâti sur la commune de Béhéricourt (Oise), située à cinq kilomètres de Noyon, citée médiévale d'importance durant le Haut Moyen Âge ou seront sacrés rois des Francs Charlemagne et Hugues Capet.

## Histoire
Le château vieux construit à la fin du XIe siècle par l’évêque de Noyon, est composé d'un donjon carré en brique rose et d'un logis attenant, s’étendant vers l'ouest et surmontés de trois étages. Détruit par les Anglais pendant la guerre de Cent Ans, il est de nouveau abattu par le roi Henri IV en juillet 1591 lors du siège de la ville de Noyon contre la ligue picarde. Au XIVe siècle, Jean le Mercier, seigneur de Nouvion le Comte et Trésorier des guerres du roi, rachète le château de Béhéricourt à Jeanne de Thourotte descendante de Hugues II seigneur de Béhéricourt.
Au XVe siècle le château est la propriété de Louis de Couste, page de Jeanne d'Arc, il assista auprès d'elle au sacre de Charles VII à Reims, près duquel il tint sa bannière. On possède sa déposition, datée du 3 avril 1456 au cours du procès de réhabilitation de Jeanne. Ses armes ont été découvertes dans la maçonnerie du logis. Au XVIe siècle, le château est propriété de Jacques d'Humières, quatrième fils du duc d'Humieres, gouverneur de Péronne. Au XVIIe siècle, Béhéricourt, ruiné par les guerres de la ligue, est acquis par le baron de Hautefort, qui y entreprend avec son épouse bien dotée, d'importants travaux de réaménagement, qui donnent à la tour sud et au donjon son apparence actuelle. Le dernier baron de Hautefort et propriétaire de Béhéricourt, impliqué dans la conspiration des prisons, fut condamné à mort le 19 messidor de l'an II et guillotiné en place de Grève à Paris, actuelle place de l'Hôtel de ville. Racheté par Radix de Sainte-Foix au début du XIXe siècle, le château subit des mutilations, Sainte-Foix, personnage ambigu de cette fin de siècle, surintendant des finances du comte d'Artois, à la fois personnage de cour et révolutionnaire opportuniste, tire profit de l'instabilité politique de cette époque en se portant acquéreur à bas prix d'importants biens nationaux, à l'instar du château de Pierrefonds ou l'abbaye d'Ourscamp. Béhéricourt est vécu alors comme un projet spéculatif, dont on peut diviser l'important domaine, alors constitué de 147 hectares de vignes et parachever la démolition de l'ancien logis afin d'en vendre les pierres de construction.
Divers éléments du château (porte fortifiée, mur de clôture, deux celliers médiévaux et escaliers) sont inscrits au titre des monuments historiques en 1986

## Architecture
Construit à flanc de colline, le château est divisé en deux espaces distincts, sur le plan du château féodal à double enceinte, d'une part la basse-cour, au sud, qui s’étend en pente douce jusqu’à l'ancienne route. D'autre part la haute-cour, au nord, enceinte de sa fortification castrale, qui abrite le four banal, le pressoir banal et la chapelle, aujourd'hui sortie du domaine et faisant office d’église communale. La haute-cour a conservé sa toponymie dominante et ceinte. Le château prend place à la jonction de ces deux espaces, achevant de ceinturer la haute-cour, partie seigneuriale privée en dominant la basse-cour qu'elle surplombe par le dénivelé naturel du terrain. Il subsiste de cette première habitation l'importante "bastille" ou châtelet d'entrée à l'origine, seul accès à la haute cour; des parties du mur d'enceinte; les vastes celliers ainsi que les souterrains partiellement comblés; les soubassements du donjon et du logis primitif.
Le château actuel est un ensemble hétérogène de plusieurs campagnes de construction au cours des XVIIe, XVIIIe et XIXe siècles.
La partie est du logement est construite vers 1679 sur le soubassement de l'ancien donjon, les meurtrières sont élargies, la pièce est rognée afin d’accueillir un hall d'entrée et un nouvel escalier à demi tournant en bois et tomette. La partie ouest du logement est construite vers 1878 en lieu et place de l'ancien logis dont il ne reste que le soubassement visible dans la cour.
Les façades du château présentent au premier niveau un assemblage de grès et calcaire tandis que les niveaux supérieurs sont constitués de pierre avec briques en remplissage.
La couverture du bâti est principalement de la tuile plate sur un toit en croupe, la tour conique est elle couverte d'ardoise.

### Galerie

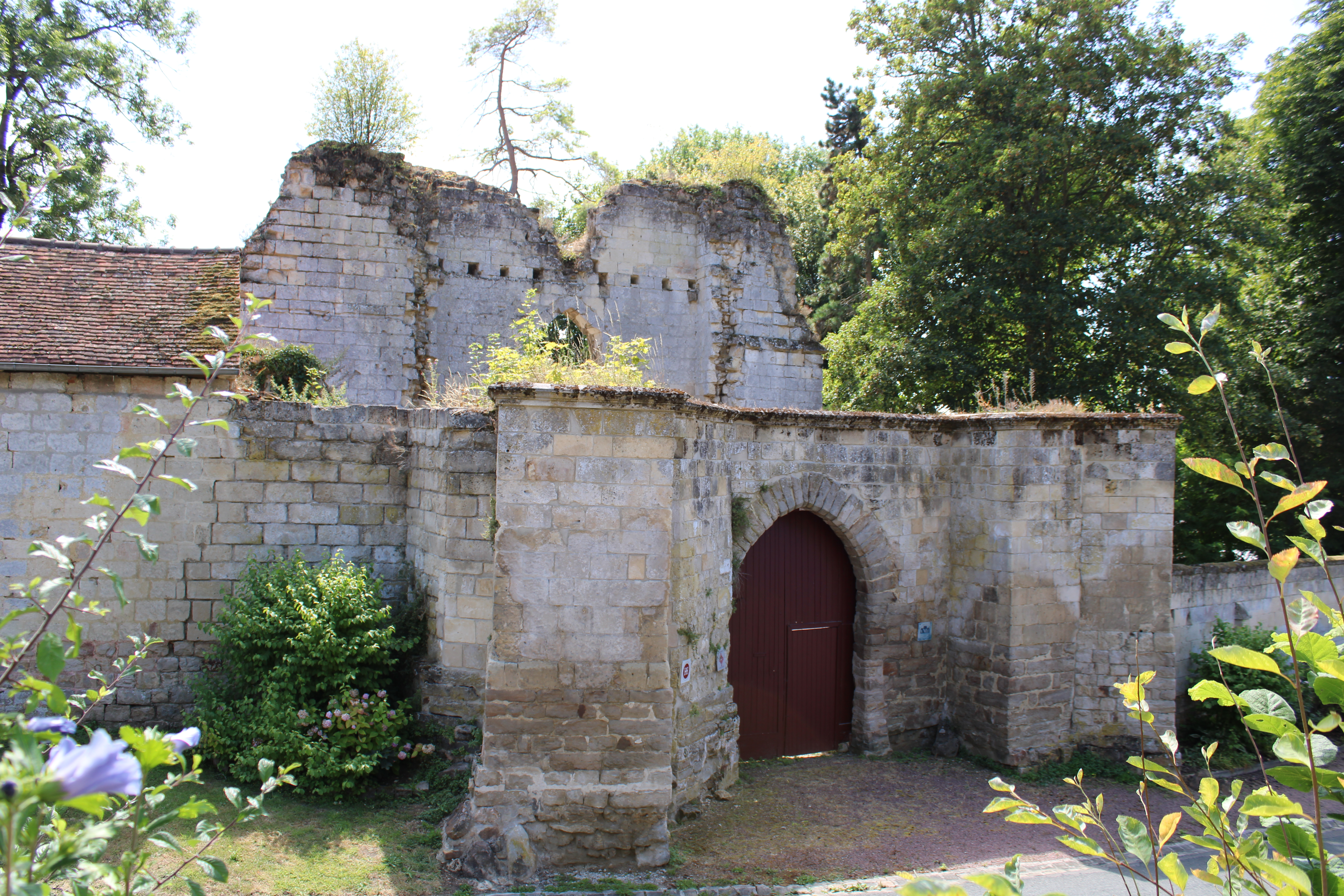
Porte fortifiée vestiges du vieux château médiéval.
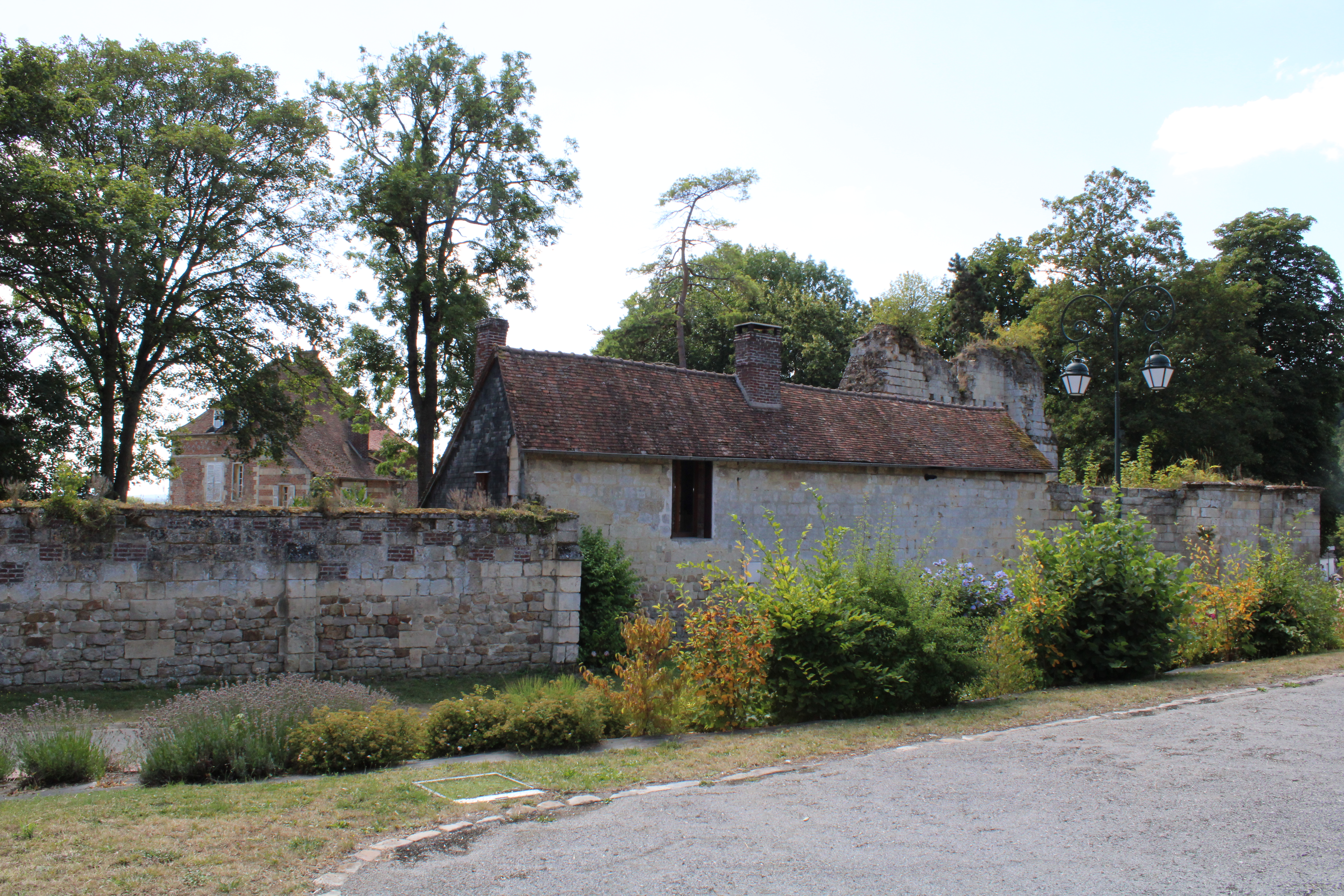
Mur d'enceinte du château .